# Caserne du Cloître de Metz
La caserne du Cloître est une ancienne caserne d’infanterie construite au XVIIe siècle sur l’île Chambière à Metz. L'édifice a été détruit en 1935 pour laisser place à l’internat du lycée Fabert.

## Contexte historique
Louis XIV reconnait l’importance militaire de la ville et y envoie l’ingénieur Vauban pour examiner les fortifications. Ce dernier visite la place en 1675 et écrit : « Les autres places du royaume couvrent la province, Metz couvre l’État ». Ses plans furent en partie suivis en 1676, puis repris par son élève Louis de Cormontaigne, maréchal de camp et directeur des places fortes, entre 1728 et 1749.

## Construction et aménagements
La caserne du Cloître est construite en 1663 rue Saint-Marcel à Metz. À l’époque, elle est à l’épreuve de l’artillerie. Ses salles sont voûtées, comme celles du groupe fortifié du Saint-Quentin.

## Affectations successives
Les bâtiments servent de lieu de casernement jusqu’à la Révolution, puis de nouveau sous l’annexion allemande, de 1871 à 1919. Des unités du 173e régiment d'infanterie allemand du 16e corps d'armée allemand y stationne. Les bâtiments subsistant abritent aujourd’hui le lycée Fabert, la majorité d’entre eux ont disparu, remplacés par l’internat du lycée (1935). Les deux portes Louis XIII encastrées dans le mur font l’objet d’un classement au titre des monuments historiques depuis le 30 mars 1926.